# Petržalka
Petržalka (em croata: Nijebrod; em alemão: Engerau; em húngaro: Pozsonyligetfalu)  é um bairro de Bratislava, capital da Eslováquia. Está situado no distrito de Bratislava V, na região de Bratislava. Tem 28,68 km² de área e sua população em 2018 foi estimada em 102.982 habitantes.